# Lockdown (2006)
Lockdown 2006 fue la segunda edición de Lockdown, un evento pago por visión de lucha libre profesional producido por Total Nonstop Action Wrestling. Tuvo lugar el 23 de abril del 2006 en Orlando, Florida. Este evento marco el debut de la luchadora Christy Hemme.

## Resultados
- Team Japan (Black Tiger IV, Minoru Tanaka y Hirooki Goto) derrotaron a Team USA (Sonjay Dutt, Jay Lethal y Alex Shelley) en un Six Sides of Steel match. 
  - Black Tiger cubrió a Lethal después de un "Tiger Suplex".
- Senshi derrotó a Christopher Daniels en un Six Sides of Steel match. 
  - Senshi cubrió a Daniels con un "roll-up", ayudado con las cuerdas.
  - El oponente original de Daniels era Jushin Liger, que no pudo luchar por su poca experiencia en luchas de jaula.
- Bob Armstrong (con The James Gang (B.G. James y Kip James)) derrotó a Konnan (con Homicide) en un Arm Wrestling challenge.
- Chris Sabin derrotó a Elix Skipper (con Simon Diamond), Petey Williams (con Coach D'Amore), Chase Stevens, Shark Boy y Puma en un Xscape match.
  - Williams cubrió a Shark Boy después de un "Canadian Destroyer".
  - Skipper cubrió a Stevens después de un "Sudden Death".
  - Williams cubrió a Skipper con un "roll-up".
  - Sabin cubrió a Puma después de un "Cradle Shock".
  - Sabin escapo primero de la jaula.
- Samoa Joe derrotó a Sabu en un Six Sides of Steel match reteniendo el Campeonato de la División X de la TNA.
  - Joe cubrió a Sabu después de un "Muscle Buster".
  - Sabu luchó con un brazo fracturado.
- Team 3D (Brother Ray, Brother Devon y Brother Runt) derrotaron a Team Canada (Bobby Roode, Eric Young y A-1) (con Coach D'Amore) en un Six Sides of Steel Anthem match.
  - Runt capturó la bandera de los EE. UU. para ganar la lucha, por eso se hizo sonar el himno de los EE. UU.
- Christian Cage derrotó a Abyss (con James Mitchell) en un Six Sides of Steel match retreniendo el Campeonato Mundial Peso Pesado de la NWA.
  - Cage cubrió a Abyss después de un "Unprettier", en una pila de tachuelas.
- Sting's Warriors (Sting, A.J. Styles, Ron Killings & Rhino) derrotaron a Jarrett's Army (Jeff Jarrett, Scott Steiner & America's Most Wanted (Chris Harris & James Storm)) (con Gail Kim y Jackie Gayda) en un Lethal Lockdown.
  - Sting forzó a Harris a rendirse con un "Scorpion Death Lock".